# Osiedle Trzech Krzyży
Osiedle Trzech Krzyży – osiedle administracyjne Starachowic. Wraz z Wierzbową tworzy współną jednostkę urbanistyczną o nazwie Wierzbowa-Trzech Krzyży. Osiedle leży w środkowo-południowej części miasta, w okolicy ulicy Bieszczadzkiej.

## Charakterystyka zabudowy
Występuje tu niemal wyłącznie jednorodzinna zabudowa mieszkaniowa z lat 60. i 70. XX wieku. 

## Infrastruktura i usługi
Część terenów zajmują tereny składowo-przemysłowe. Poza niepublicznym przedszkolem i prywatnym żłobkiem nie funkcjonują żadne inne obiekty infrastruktury społecznej. Znajduje się tu wpisany do rejestru zabytków cmentarz żydowski.